# ان‌جی‌سی ۱۶
ان‌جی‌سی ۱۶ (به انگلیسی: NGC 16) یک کهکشان مارپیچی با قدر ظاهری ۱۳٫۰ است که در صورت فلکی اسب بالدار قرار دارد.